# Agelena
Agelena  (лат.) — род пауков из семейства воронковых. Насчитывает 73 вида. Ареал ограничен территорией Старого Света от Африки до Японии. В некоторых изданиях также именуются «травяными пауками», поскольку строят свои гнёзда на низкой траве.
4 вида были выделены в новый род Allagelena в 2006 году.
- Agelena agelenoides (Walckenaer, 1842) (Западное Средиземноморье)
- Agelena annulipedella Strand, 1913 (Центральная Африка)
- Agelena atlantea Fage, 1938 (Марокко)
- Agelena australis Simon, 1896 (Южная Африка)
- Agelena babai Tanikawa, 2005 (Япония)
- Agelena barunae Tikader, 1970 (Индия)
- Agelena bifida Wang, 1997 (Китай)
- Agelena borbonica Vinson, 1863 (Реюньон)
- Agelena canariensis Lucas, 1838 (Канарские острова, Марокко, Алжир)
- Agelena chayu Zhang, Zhu & Song, 2005 (Китай)
- Agelena choi Paik, 1965 (Корея)
- Agelena consociata Denis, 1965 (Габон)
- Agelena cuspidata Zhang, Zhu & Song, 2005 (Китай)
- Agelena cymbiforma Wang, 1991 (Китай)
- Agelena donggukensis Kim, 1996 (Корея, Япония)
- Agelena doris Hogg, 1922 (Вьетнам)
- Agelena dubiosa Strand, 1908 (Эфиопия, Руанда)
- Agelena fagei Caporiacco, 1949 (Кения)
- Agelena funerea Simon, 1909 (Восточная Африка)
- Agelena gaerdesi Roewer, 1955 (Намибия)
- Agelena gautami Tikader, 1962 (Индия)
- Agelena gomerensis Wunderlich, 1992 (Канарские острова)
- Agelena gonzalezi Schmidt, 1980 (Канарские острова)
- Agelena hirsutissima Caporiacco, 1940 (Эфиопия)
- Agelena howelli Benoit, 1978 (Танзания)
- Agelena incertissima Caporiacco, 1939 (Эфиопия)
- Agelena inda Simon, 1897 (Индия)
- Agelena injuria Fox, 1936 (Китай)
- Agelena jaundea Roewer, 1955 (Камерун)
- Agelena jirisanensis Paik, 1965 (Корея)
- Agelena jumbo Strand, 1913 (Центральная Африка)
- Agelena jumbo kiwuensis Strand, 1913 (Восточная Африка)
- Agelena keniana Roewer, 1955 (Кения)
- Agelena kiboschensis Lessert, 1915 (Центральная, Восточная Африка)
- Agelena koreana Paik, 1965 (Корея)
- Agelena labyrinthica (Clerck, 1757) (Палеарктика)
- Agelena lawrencei Roewer, 1955 (Зимбабве)
- Agelena limbata Thorell, 1897 (Китай, Корея, Мьянма, Япония)
- Agelena lingua Strand, 1913 (Центральная Африка)
- Agelena littoricola Strand, 1913 (Центральная Африка)
- Agelena longimamillata Roewer, 1955 (Мозамбик)
- Agelena longipes Carpenter, 1900 (Англия (интродуцирован))
- Agelena lukla Nishikawa, 1980 (Непал)
- Agelena maracandensis (Charitonov, 1946) (Центральная Азия)
- Agelena mengeella Strand, 1942 (Германия)
- Agelena mengei Lebert, 1877 (Швейцария)
- Agelena micropunctulata Wang, 1992 (Китай)
- Agelena moschiensis Roewer, 1955 (Танзания)
- Agelena mossambica Roewer, 1955 (Мозамбик)
- Agelena nairobii Caporiacco, 1949 (Центральная, Восточная Африка)
- Agelena nigra Caporiacco, 1940 (Эфиопия)
- Agelena nyassana Roewer, 1955 (Малави)
- Agelena oaklandensis Barman, 1979 (Индия)
- Agelena orientalis C. L. Koch, 1837 (Италия до Центральной Азии, Иран)
- Agelena otiforma Wang, 1991 (Китай)
- Agelena poliosata Wang, 1991 (Китай)
- Agelena republicana Darchen, 1967 (Габон)
- Agelena sangzhiensis Wang, 1991 (Китай)
- Agelena satmila Tikader, 1970 (Индия)
- Agelena scopulata Wang, 1991 (Китай)
- Agelena secsuensis Lendl, 1898 (Китай)
- Agelena sherpa Nishikawa, 1980 (Непал)
- Agelena shillongensis Tikader, 1969 (Индия)
- Agelena silvatica Oliger, 1983 (Россия, Китай, Япония)
- Agelena suboculata Simon, 1910 (Намибия)
- Agelena tadzhika Andreeva, 1976 (Россия, Центральная Азия)
- Agelena tenerifensis Wunderlich, 1992 (Канарские острова)
- Agelena tenuella Roewer, 1955 (Камерун)
- Agelena tenuis Hogg, 1922 (Вьетнам)
- Agelena teteana Roewer, 1955 (Мозамбик)
- Agelena tungchis Lee, 1998 (Тайвань)
- Agelena zorica Strand, 1913 (Центральная, Восточная Африка)
- Agelena zuluana Roewer, 1955 (Южная Африка)

## Фото
- Agelena labyrinthica
- Agelena labyrinthica
- Agelena limbata
- Agelena orientalis